# Areta III

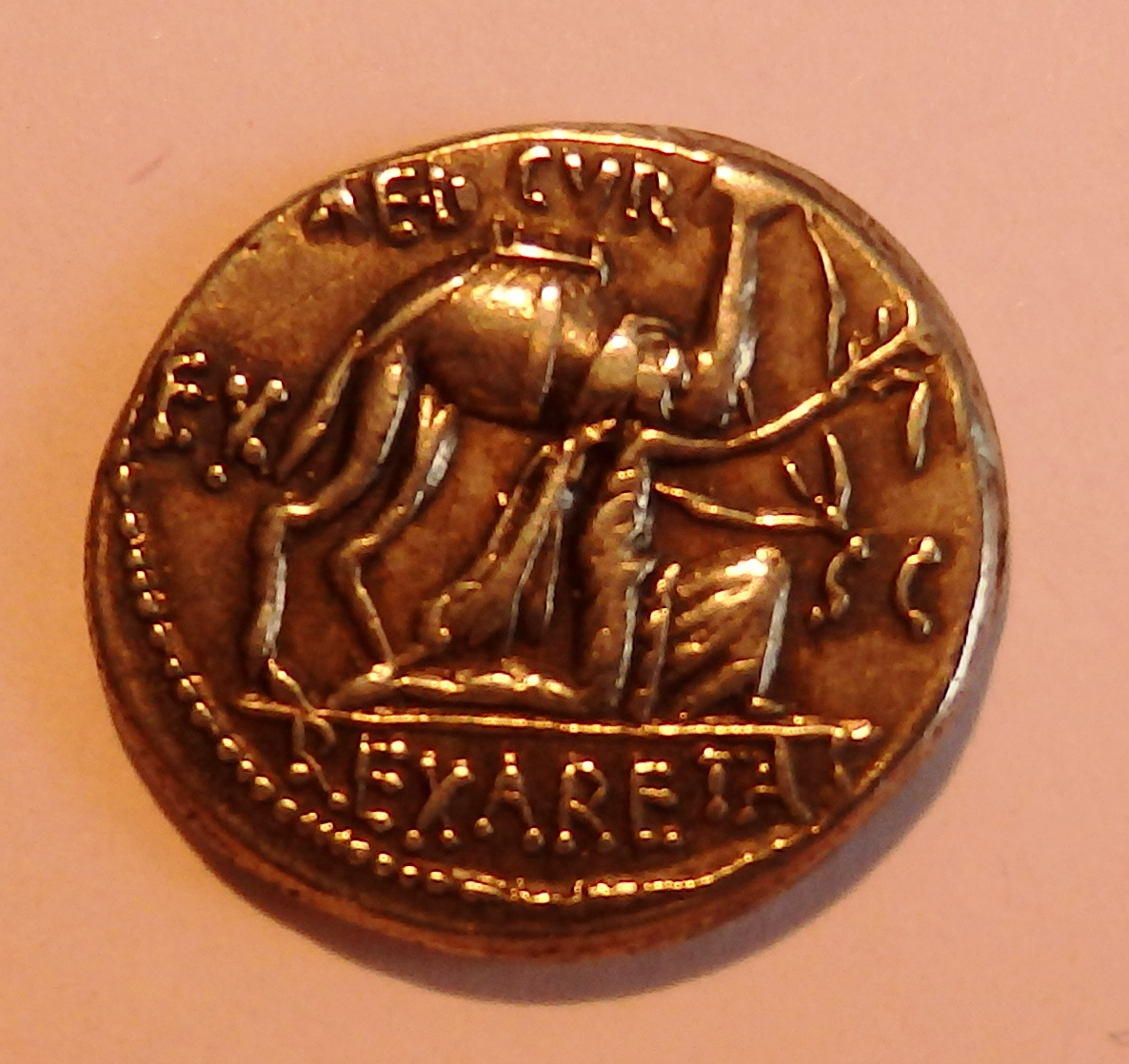
IL Re Areta in un gesto di sottomissione ai romani. Denario romano.

Areta III, noto anche come al-Ḥārith III (... – 62 a.C.), è stato sovrano dell'Arabia Nabatea dall'87 a.C. fino alla morte.

## Biografia
Areta III salì al trono dopo la morte del fratello, Oboda I (ʿUbayda I), nell'87 a.C. Durante il suo regno egli estese i suoi domini a coprire ciò che oggi costituisce la Giordania, il sud della Siria e parte dell'Arabia saudita occidentale. Probabilmente la più grande sua conquista fu l'occupazione della città di Damasco, permettendogli di raggiungere dimensioni territoriali mai raggiunte prima di allora da nessun altro sovrano nabateo.
Damasco, situata a cavallo tra la via commerciale del Mar Mediterraneo verso l'India e il Medio Oriente, fu sottratta dalla morsa dell'Impero seleucide nel 85 a.C., trasformando i Nabatei da una tribù nomade verso una potenza eurasiatica minore. Areta III l’Ellenico (ovvero amico dei Greci) coniò le prime monete d'argento Nabatee riportando il suo nome in lingua greca, invece del nabateo aramaico.
Per rafforzare ulteriormente la nuova cultura dei Nabatei, Areta III impose l'architettura in stile ellenico a Petra, capitale del Regno Nabatea, e ai nuovi insediamenti come Humayma.
Il dominio nabateo su Damasco fu interrotto nel 72 a.C. da un assedio guidato con successo dal re armeno Tigrane II. Il dominio armeno della città si concluse nel 69 a.C., quando le forze di Tigrane II si ritirarono per difendere la capitale armena da un attacco della Repubblica di Roma, permettendo ad Areta III di riprendere la città.
Nel 67 a.C., Giovanni Ircano II salì al trono della Giudea. Appena tre mesi dopo, il fratello minore Aristobulo II incitò una rivolta rovesciando il fratello maggiore e facendosi nominare sia Re e Sommo Sacerdote.
Ircano II temendo per la sua vita, fuggì a Petra e si alleò con Areta III, in cambio della promessa di ricevere alcune città arabe, così Areta III avanzò verso Gerusalemme alla testa di 50.000 uomini, assediando la città per diversi mesi. Alla fine, Aristobulo II chiese l’appoggio di Marco Emilio Scauro (pretore 56 a.C.), governatore della Siria appoggiato dal triumviro romano Gneo Pompeo Magno.
Scauro ordinò ad Areta III di ritirare il suo esercito, marciando verso Petra nel 62 a.C., successivamente in cambio di diverse centinaia di talenti d'argento e il riconoscimento della supremazia romana sul Regno Nabatea, Areta III mantenne tutto il territorio nabateo diventando un vassallo dell'Impero romano.